# Liste der uruguayischen Botschafter in Haiti
Die Liste der Botschafter Uruguays in Haiti stellt einen Überblick über die Leiter der uruguayischen diplomatischen Vertretung in Haiti seit dem 6. Dezember 1956 bis heute dar.
| Name                     | Ernennung        | Aufnahme der Amtsgeschäfte / Besonderheiten | Amtsende |
| ------------------------ | ---------------- | ------------------------------------------- | -------- |
| José Pedro Heguy Velazco | 6. Dezember 1956 |                                             |          |
| Edison González Lapeyre  | 20. April 1976   |                                             |          |
| Germán Roosen            | 30. März 1982    |                                             |          |
| Jaime Wolfson            | 12. Mai 1987     |                                             |          |
| Honorio Barrios Tassano  | 20. Juni 1995    |                                             |          |
| Duncan Croci             | 8. Dezember 2004 |                                             |          |
| Raúl Pollak              | 7. Dezember 2012 |                                             |          |

Quelle: 